# Sauguis-Saint-Étienne
Sauguis-Saint-Étienne település Franciaországban, Pyrénées-Atlantiques megyében. Lakosainak száma 169 fő (2022. január 1.). Sauguis-Saint-Étienne Barcus, Menditte, Ossas-Suhare, Roquiague és Trois-Villes községekkel határos.

## Népesség
A település népessége az elmúlt években az alábbi módon változott:
| Lakosok száma | 158  | 158  | 168  | 165  | 170  | 175  | 173  | 170  | 169  |
|               | 2013 | 2015 | 2016 | 2017 | 2018 | 2019 | 2020 | 2021 | 2022 |